# Пам'ятник жертвам Голокосту (Донецьк)

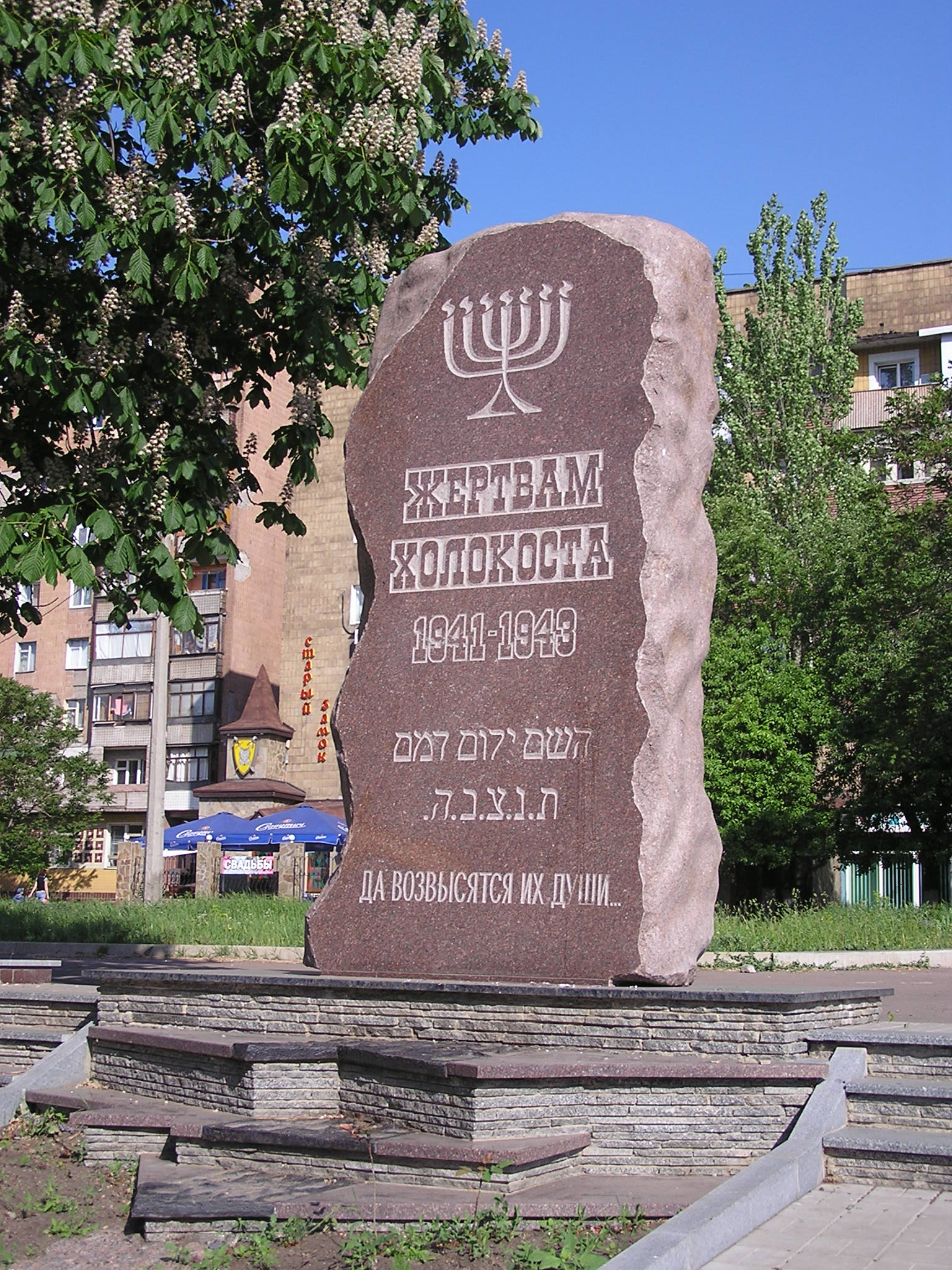
Лицьова сторона пам'ятнику

Жертвам Голокосту — пам'ятник у Донецьку на згадку про Голокост.

## Опис

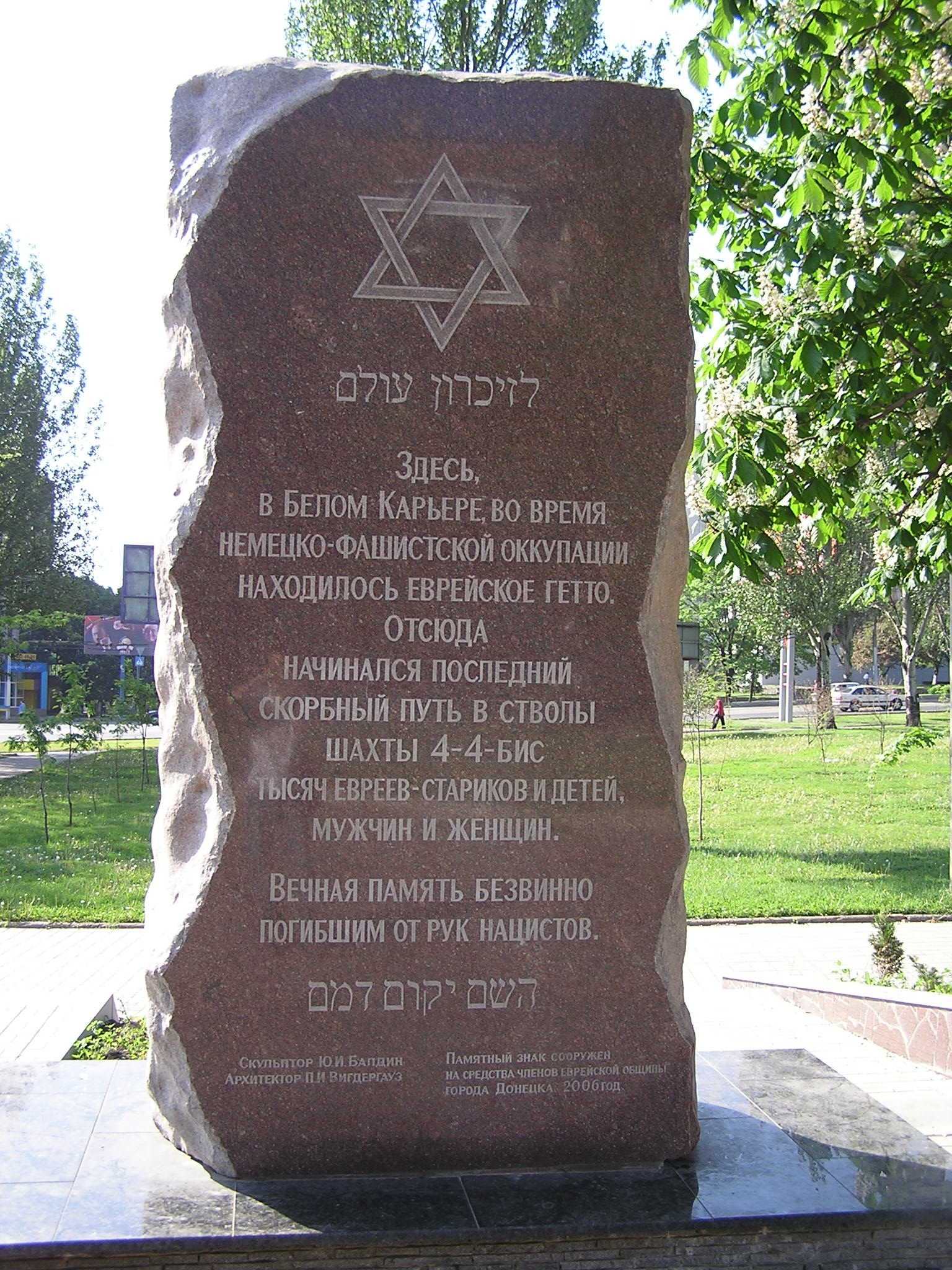
Зворотна сторона пам'ятнику

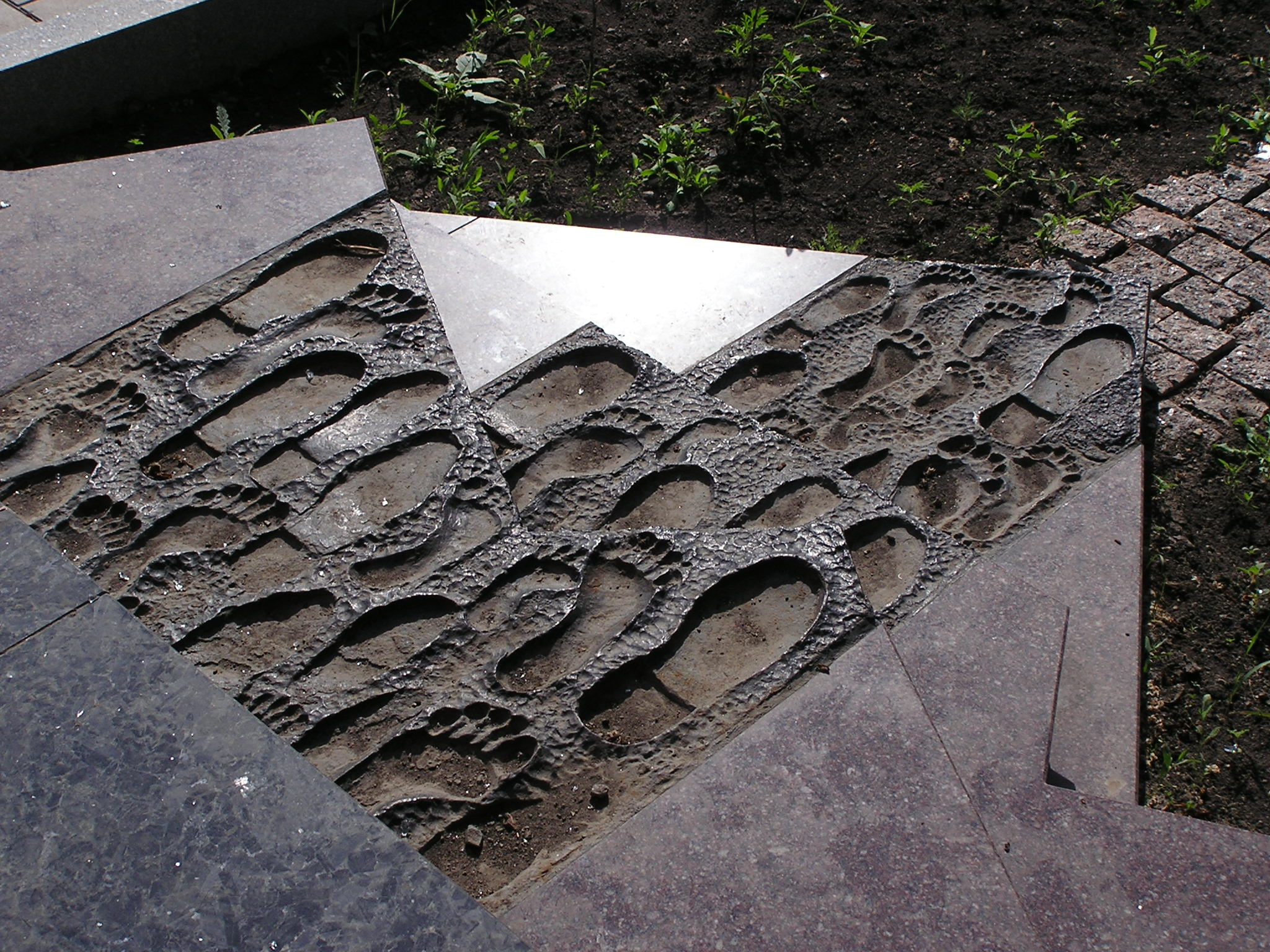
Відбитки ніг на підніжжі

Пам'ятник розташований в Ленінському районі Донецька, у місцевості, що раніше називалася Білий Кар'єр. На території Білого Кар'єру в роки німецько-радянської війни існувало єврейське гетто. У ньому втримувалися 3 тисячі єврейських родин, всі вони були вбиті нацистами.
Автори пам'ятника — скульптор Юрій Балдін і архітектор — Павло Вігдергауз.
На лицьовій стороні пам'ятника є зображення менори і напис російською мовою:
|  | Жертвам ГОЛОКОСТУ 1941-1943 ХАЙ ВОЗНЕСУТЬСЯ ЇХНІ ДУШІ... |

На звороті пам'ятнику зображено Зірки Давида і напис:
|  | На цьому місці, у Білому Кар'єрі, під час німецько-фашистської окупації перебувало єврейське гетто. Звідси починався останній скорботний шлях у стовбури шахти 4-4-біс тисяч євреїв - старих і дітей, чоловіків і жінок Вічна пам'ять безвинно загиблим від рук нацистів |

До пам'ятника ведуть сходинки, на яких зроблені відбитки різних ніг: взутих і босих.
Відкриття пам'ятнику було заплановане на 22 грудня 2006 року, але в ніч із 19 по 20 грудня пам'ятник був осквернений — на ньому була намальована свастика. Відкриття було перенесено й відбулося 26 грудня.
Ініціатива по створенню пам'ятника виходила від суспільства «Україна-Ізраїль». Засоби на спорудження пам'ятника збиралися за рахунок пожертвувань. Серед благодійників пожертвування благодійний фонд «Хесед-цдака», єврейська громада міста Донецька, А. Н. Риженков, А. С. Зотов, А. І. Сосіс, Г. Є. Куденко, Д. С. Кроль, Г. В. Сіроштан, А. З. Глухов та інші.